# Búgula piramidal
Ajuga pyramidalis, la búgula piramidal, és una planta amb flors de la família de les labiades (altrament dites lamiàcies).
És una espècie de distribució boreoalpina, pròpia de prats de pastura sobre sòls àcids que viu als països nòrdics d'Europa (Islàndia, Noruega, Suècia o Finlàndia...), i que al sud de la seva àrea de distribució es refugia als estatges alpí i subalpí de les muntanyes (Alps, Pirineus, Serralada Cantàbrica i una darrera població més meridional al Penyagolosa, al país Valencià).
Degut a la seva raresa al País Valencià, es va catalogar dins de la categoria d'Espècie en perill d'extinció, mitjançant el decret 70/2009, de 22 de maig, pel qual es crea i regula el Catàleg Valencià d’Espècies de Flora. Però l'actualització el catàleg vigent (del febrer de 2022) la situa dins de la categoria d'espècie vulnerable dins de la comunitat valenciana. A la resta del territori, encara que tampoc sigui gaire comuna, no es troba amenaçada.

## Descripció
Com en totes les espècies del gènere Ajuga, les flors són petites, axil·lars i molt més curtes que la bràctea que les porta. En el cas de la búgula piramidal les bràctees surten molt juntes i es van fent més petites a la part superior, donant un aspecte piramidal a la inflorescència. Les flors tenen una corol·la tubular que acaba en dos llavis (com en totes les labiades); encara que el llavi superior (en Ajuga i altres gèneres propers) és pràcticament inexistent i deixa els estams al descobert. Aquestes flors són menudes, de color violeta, passen pràcticament desapercebudes dins de les bràctees que són les que atrauen als insectes amb el seu color violaci. Normalment són herbes perennes, poc o molt piloses que poder arribar com a molt a un pam d'alçada.

## Taxonomia i distribució
A casa nostra, aquesta espècie viu en comunitats d'alta muntanya, sobre terrenys preferentment àcids dels estatges subalpí i alpí dels Pirineus en sentit ampli; ja que arriba fins a algunes serres prepirinenques com Boumort, el Cadí o la serra d'Ensija que, malgrat ser muntanyes sobre roques calcàries, poden tenir secundàriament sòls descarbonatats on pot prosperar la búgula piramidal.
Les poblacions meridionals de l'espècie, al Massís de Penyagolosa, tenen les fulles generalment més peludes. les fulles bassals sensiblement més grans que les caulinars i els dents del calze ultrapassen clarament (fins a 2 o 3 vegades) la longitud del tub de la corol·la. Semblarien correspondre a una subespècie diferent de les poblacions pirinenques i s'han determinat com a:
- Ajuga pyramidalis subsp. meonantha (Hoffmanns. & Link) Fern.Casas

Així és com figura al "Catàleg Valencià d'Espècies de Flora Amenaçada". Al "Banc de Dades de Biodiversitat de Catalunya" no hi consta cap cita d'aquesta subespècie al Principat, que (segons la dase de dades de "Plants of the World Online") es pot trobar únicament a la península ibèrica (incloent Portugal) i França.

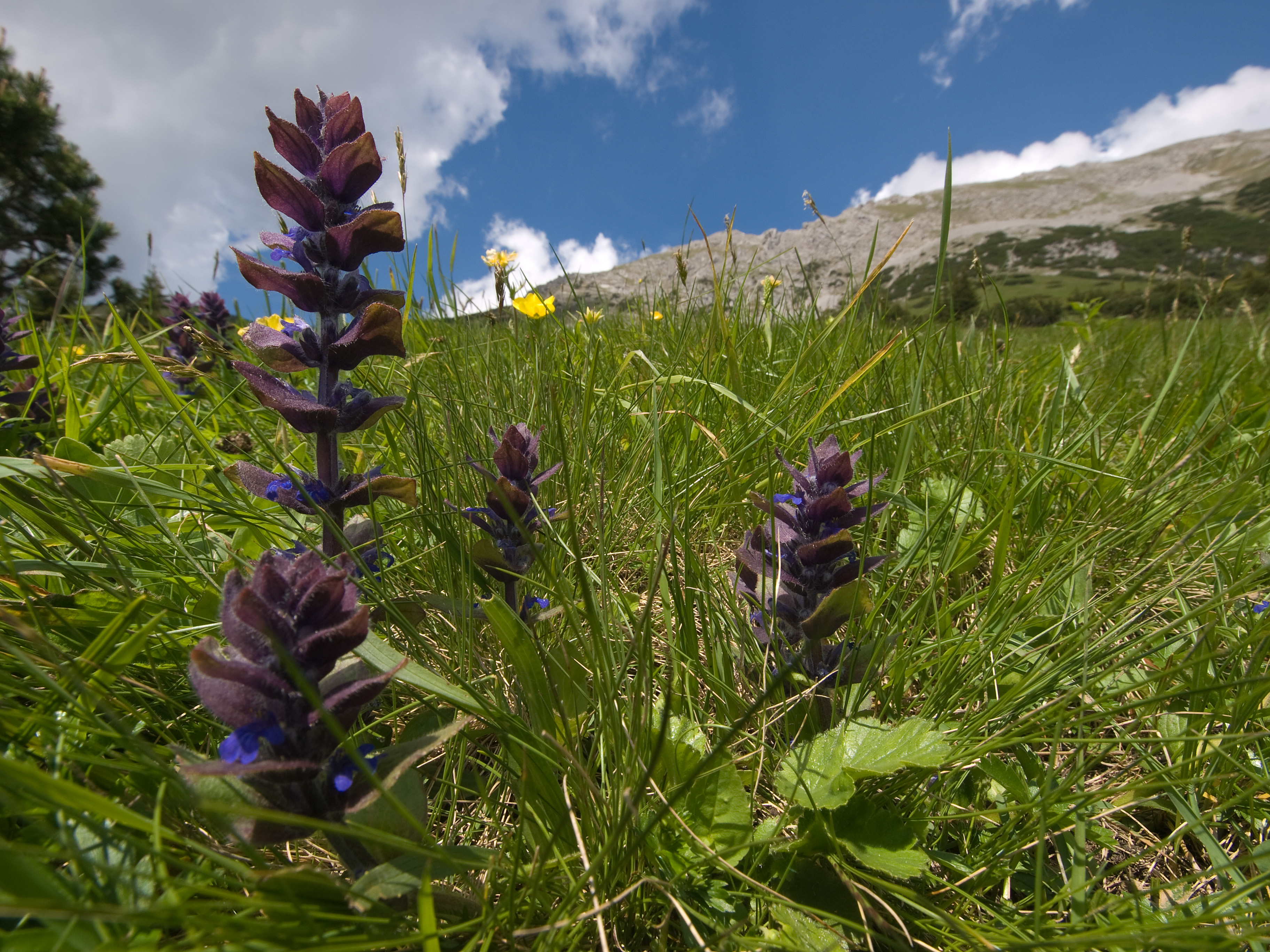
uns exemplar en el seu ambient, als Alps austríacs.
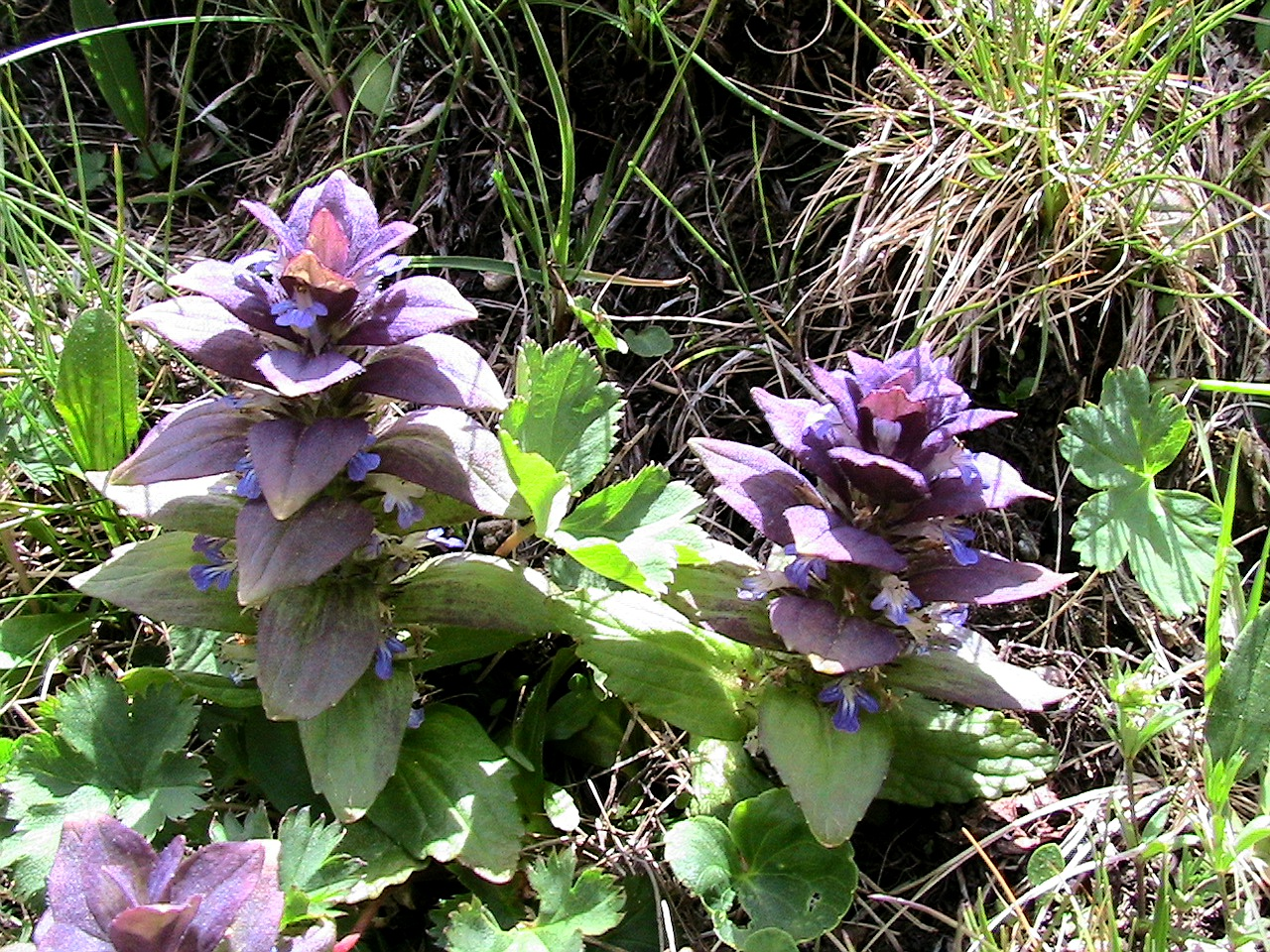
exemplars poc peluts prop de l'E.Gento.
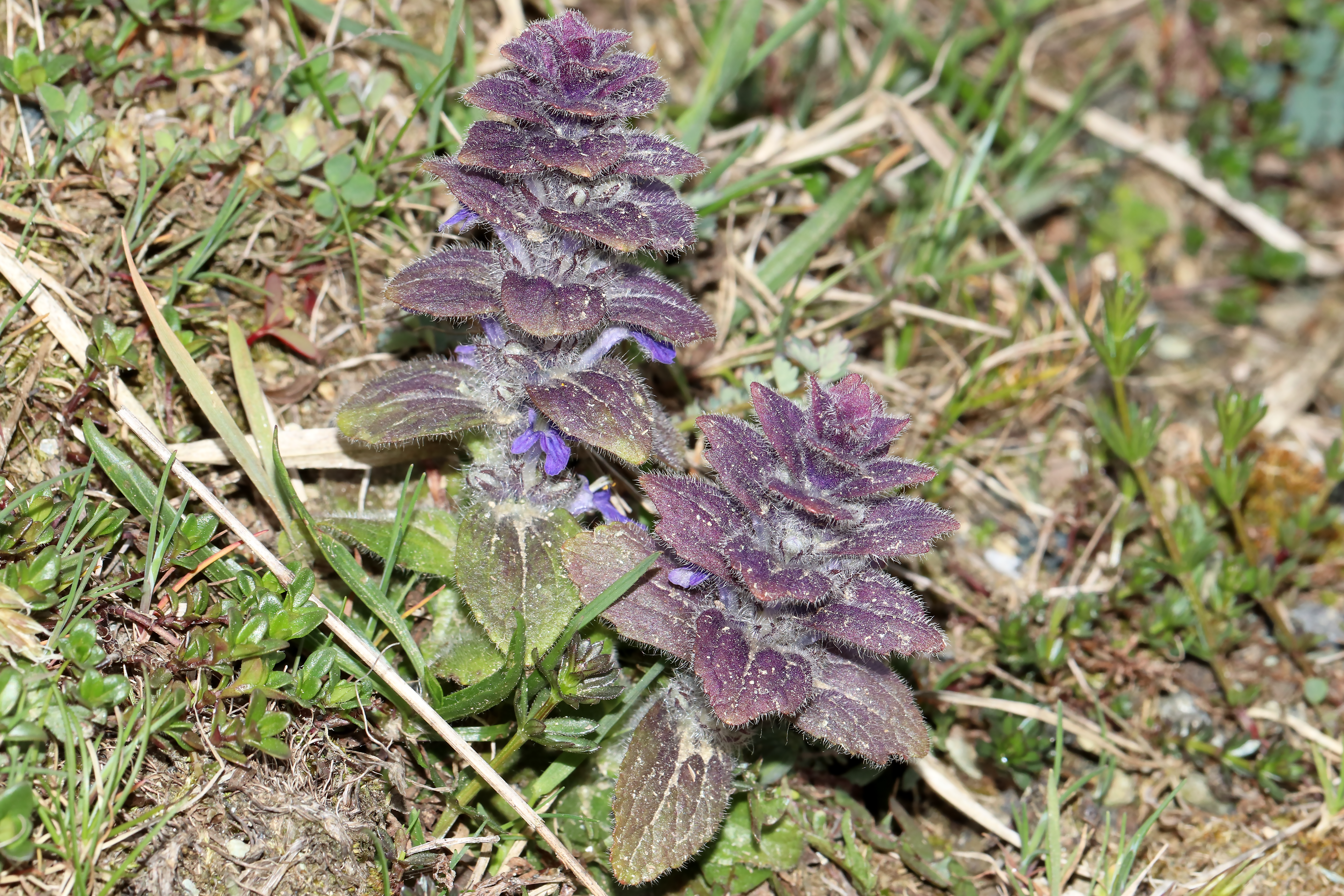
aquest (dels Apenins) és molt més pubescent, però no seria la ssp.meonantha.
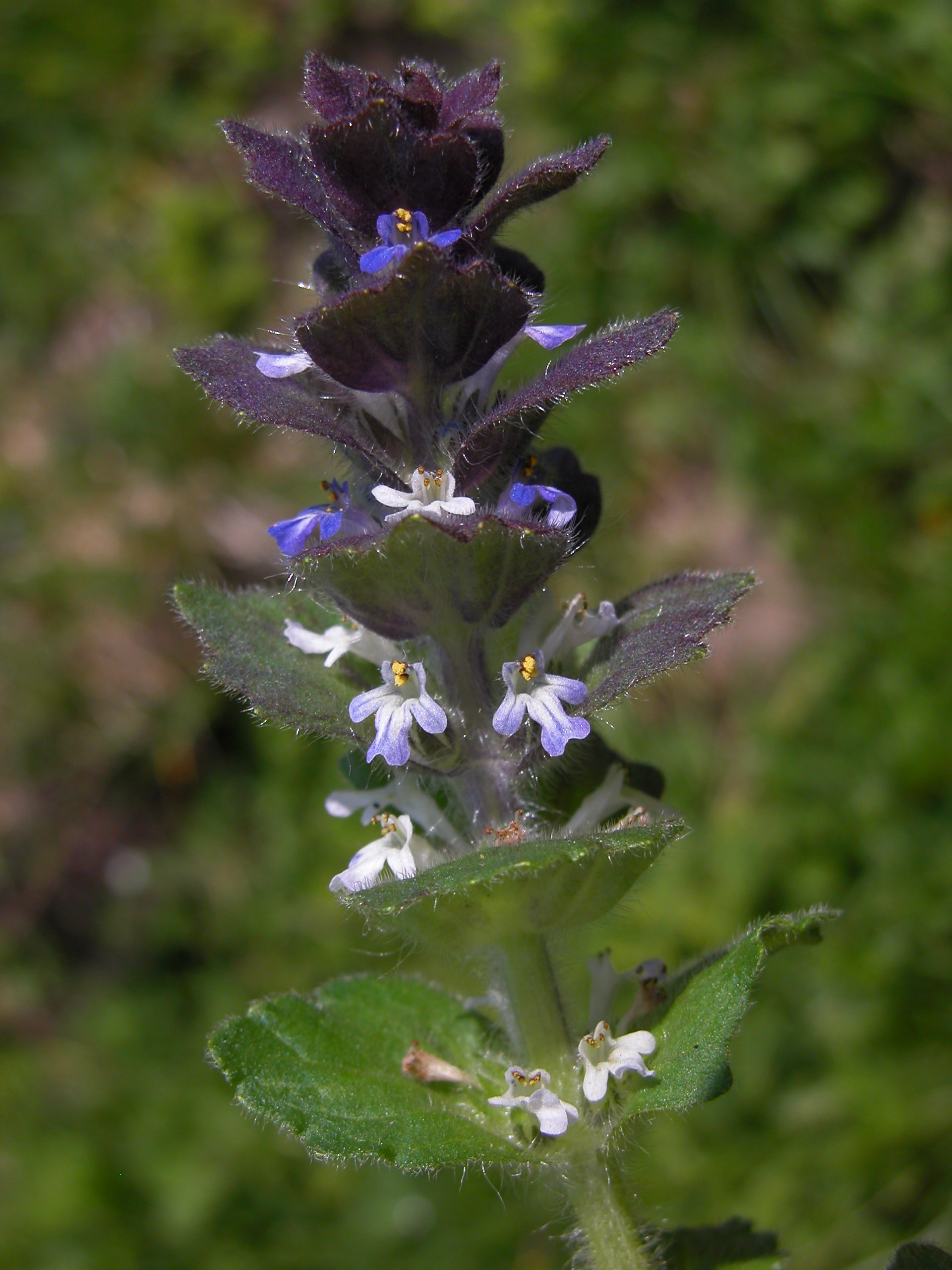
detall de les flors, amb el llavi superior molt reduït.